# Mutineers
Mutineers è il decimo album discografico in studio del cantautore inglese David Gray, pubblicato nel giugno 2014.

## Tracce
1. Back In The World - 3:57
2. As The Crow Flies - 4:13
3. Mutineers - 5:02
4. Beautiful Agony - 4:05
5. Last Summer - 4:14
6. Snow In Vegas - 4:22
7. Cake And Eat It - 2:33
8. Birds Of The High Arctic - 6:24
9. The Incredible - 3:24
10. Girl Like You - 5:19
11. Gulls - 4:55

Durata totale: 0:00